# 30 Uranija
30 Uranija  (mednarodno ime 30 Urania, starogrško starogrško Ουρανία: Ouranía) je asteroid tipa S v glavnem asteroidnem pasu. 

## Odkritje
Asteroid je odkril John Russell Hind (1823 – 1895) 22. julija 1854.
Ime je dobil po Uraniji, muzi astronomije iz grške mitologije.